# Alchemilla pseudomollis
Alchemilla pseudomollis é uma espécie de rosácea do gênero Alchemilla, pertencente à família Rosaceae.